# Mónica Ridruejo
Mónica Ridruejo Ostrowska, née le 25 avril 1963 à San Francisco, est une femme politique espagnole.
Membre du Parti populaire, elle siège au Parlement européen de 1999 à 2004.
Elle est aussi directrice générale de la Radiotelevisión Española de 1996 à 1997.